# Студенцово (Вологодская область)
Студенцово — деревня в Верховажском районе Вологодской области.
Входит в состав Сибирского сельского поселения, с точки зрения административно-территориального деления — в Сибирский сельсовет.
Расстояние по автодороге до районного центра Верховажья — 56 км, до центра муниципального образования Елисеевской — 8 км. Ближайшие населённые пункты — Гнилужская, Боярская, Рогна.
По переписи 2002 года население — 14 человек.